# Bunker Paradise
Pour les articles homonymes, voir Bunker.
Pour plus de détails, voir Fiche technique et Distribution.
Bunker Paradise est un film belge réalisé par Stefan Liberski et sorti en 2005.

## Synopsis
Jeune chauffeur de taxi fauché, Mimmo rêve de célébrité et de richesse. Une nuit, il rencontre John Deveau, fils de millionnaire, blasé par la vie. Lui et sa bande entraînent Mimmo dans le monde des fêtes luxueuses entre nantis. Poursuivant son rêve, il bascule petit à petit dans ce milieu, mais va en réalité tomber dans le piège[Lequel ?] que lui tendent John et ses amis, à seule fin de se divertir.

## Fiche technique
- Titre : Bunker Paradise
- Réalisation : Stefan Liberski
- Scénario : Stefan Liberski
- Musique : Casimir Liberski
- Photographie : Jean-Paul de Zaetijd
- Montage : Ewin Ryckaert
- Production : Patrick Quinet
- Société de production : Artémis Productions, Liaison Cinématographique, MP Productions, Media Services, RTBF, BE TV, Climax Films, TPS Star, EuropaCorp et Scope Pictures
- Société de distribution : EuropaCorp
- Pays de production :  Belgique et  France
- Genre : drame
- Durée : 109 minutes
- Dates de sortie : 
  - Belgique : 12 octobre 2005
  - France : 22 mars 2006

## Distribution
- Jean-Paul Rouve : John Deveau
- François Vincentelli : Mimmo
- Audrey Marnay : Laetitia
- Bouli Lanners : David D'Ermont de Viard
- Jean-Pierre Cassel : Henri Deveau
- Magali Collard : Loulou
- Sacha Bourdo : Jay
- Yolande Moreau : Claire
- Charlie Dupont : Charles
- Stefan Liberski : la voix du producteur

## Bande originale
La bande originale du film évolue entre :
- morceaux house et hard-techno, essentiellement issus de l'album "Places" de Joey Beltram, qui rythment les raves frénétiques de la villa de John Deveau.

- musique originale composée au piano par Casimir Liberski (fils du réalisateur), qui suit le parcours du jeune garçon[Lequel ?] lors de son périple au Japon.

Lorsque David (Bouli Lanners) se lance dans un play-back, il interprète le titre "Monika", dont il a lui-même composé les paroles en allemand. Le morceau est crédité à un mystérieux groupe vraisemblablement fantaisiste, Hût A Tût Nouk Nouk. Cette séquence, où il utilise une lampe d'ouvrier en guise de micro, peut évoquer, dans un registre tout aussi décalé, celle du film de David Lynch, Blue Velvet (sorti en 1986). Dans ce dernier, l'étrange dandy Ben interprète, avec le même accessoire, un play-back de la chanson "In Dreams" de Roy Orbison.